# 競争除外
競争除外（きょうそうじょがい）

もしかして

→ 競走除外
ではありませんか？